# دو پلیس فرانسوی
دو پلیس فرانسوی یا آن‌سوی جاده‌ها (به فرانسوی: De l'autre côté du périph) یک فیلم کمدی فرانسوی که در ۱۹ دسامبر ۲۰۱۲ در فرانسه اکران شد و توسط واینستین کمپانی در ۴ آوریل ۲۰۱۴ در ایالات متحده منتشر شد. فیلم داستان دو افسر پلیس بسیار متفاوت است که پس از کشته شدن همسر یک غول تجاری با یکدیگر همکاری می‌کنند. دنباله ای با عنوان بازداشت که در ۶ می ۲۰۲۲ در نتفلیکس منتشر شد.